# Aleid van Poelgeest
Aleid van Poelgeest (Koudekerk aan den Rijn, vers 1370 - La Haye, 22 septembre 1392), fille de Jan van Poelgeest et Aleid van Beest Gerbrandsdr, elle était la maîtresse du comte de Hollande, Albert Ier de Hainaut, lorsqu'elle fut assassinée à un jeune âge, avec le meesterknaap (un poste élevé de la cour) Willem Cuser, à La Haye par des nobles du parti Hameçons. Il n'est pas possible d'expliquer avec certitude pourquoi Aleid a été assassinée, mais il est fort probable que le meurtre ait été commis par des héritiers spoliés du fief de Ter Hoecke près de Rijswijk.
Elle est traditionnellement supposée avoir servi de demoiselle d'honneur à l'épouse d'Albert, Marguerite de Brzeg, avant de devenir sa maîtresse. Elle ne s'est jamais mariée.
Albert considère ce meurtre comme une attaque personnelle contre son autorité et en a profité pour utiliser l'événement pour faire face à un certain nombre d'opposants politiques.

## Rencontre avec Albert
Lorsque le père d'Aleid a commencé à travailler pour le duc Albert à la fin de 1386, le duc est probablement entré en contact avec Aleid pour la première fois. Elle aurait été présente à la cour au moins à partir de 1386. Lorsque le père d'Aleid devint l'intendant d'une des propriétés d'Albert, le Château de Teylingen, au début de 1388, le duc le fréquenta de plus en plus souvent. La même année, Aleid a déménagé à La Haye et le 2 juillet, Albert lui a acheté une maison dans cette ville en plus du versement d'une allocation. De plus, elle avait sa propre chambre au Binnenhof. Albert lui rendait régulièrement visite à domicile et ils voyageaient ensemble à travers les provinces de Hollande, de Zélande et du Hainaut. En 1391, elle reçut le fief des Ten Hoecke à la mort du seigneur d'alors.

## Assassinat et motivation

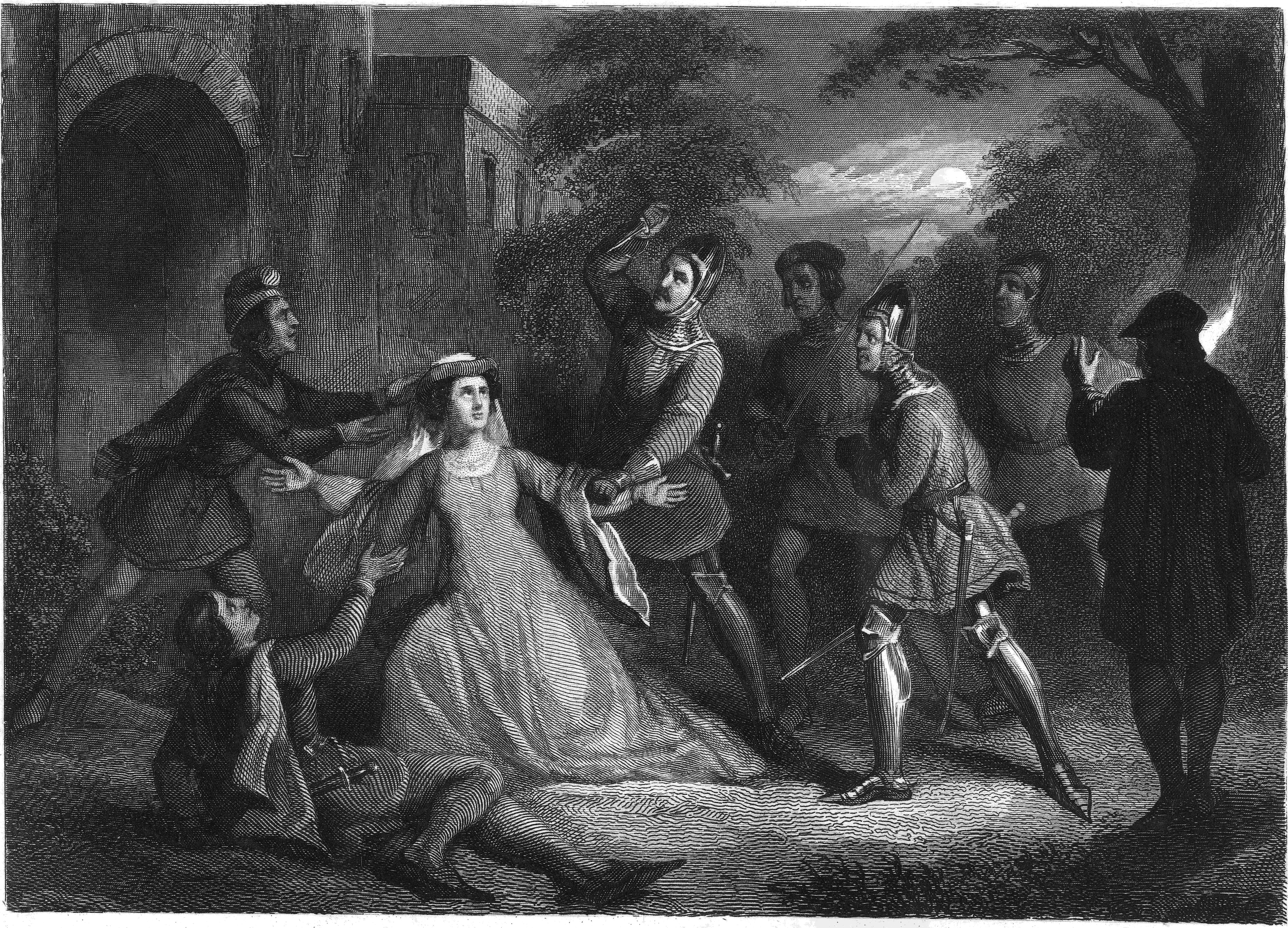
Gravure de de 1843, illustrant l'assassinat d'Aleid van Poelgeest et de Willem Cuser en 1392.

Dans la nuit du 22 au 23 septembre 1392, Aleid a été assassinée à coups de couteau à La Haye, avec le meesterknaap  Willem Cuser. Les théories sur les motifs du meurtre varient selon les recherches.

### Première hypothèse
Selon les écrivains des XVIIIe siècle et XIXe siècles, Aleid aurait reçu beaucoup de pouvoir d'Albert, avec lequel elle aurait pu s'opposer aux nobles du parti Hameçon. Cette idée n'est pas vraiment plausible, car elle-même vient d'une famille qui a toujours eu des sympathies pour ce parti. Il n'est pas écarté qu'elle ait opéré un revirement politique, mais il n'y a aucune preuve de cela. Pendant la période des conflits entre Hameçons et Cabillauds, il y avait des heurts violents et constants entre les deux partis.

### Seconde hypothèse
Une autre raison envisagée est que les assassins voulaient s'en prendre à Willem Cuser et Aleid se trouvant en sa compagnie, ils ont été assassinés en conséquence. Il y avait eu auparavant deux tentatives pour le supprimer. Le père de Cuser voulait également poursuivre les auteurs du crime, et ses velléités étaient bien plus fortes que celles du père d'Aleid.

### Troisième hypothèse
En outre, il serait également possible que Willem Cuser et Aleid aient eu une relation. Albert les aurait fait assassiner par vengeance ou jalousie.

### Quatrième hypothèse
Il se pourrait aussi qu'elle ait été assassinée par les héritiers du fief de Ter Hoecke. À la mort du seigneur Jan van Delft de l'époque, Albert a reçu l'intégralité du fief, qu'il a ensuite donné à Aleid. C'était une décision terrible pour les héritiers, car il était de coutume pour eux d'en obtenir une part aussi. Ils n'ont rien obtenu même après avoir été en justice. Les principaux suspects du meurtre étaient, comme coïncidence, les héritiers du fief c'est-à-dire les frères (ou cousins) Gerrit et Dirk de Blote. Malgré la forte présomption, il n'est pas possible de dire avec certitude que cela s'est déroulé ainsi.

## Sources
- (nl) Poelgeest (Aleid van), par Dimphéna Groffen, sur le site web www.inghist.nl - dernière modification le 13 janvier 2014 - Consulté le 17 janvier 2021
- (nl) Geschiedenis van Den Haag: de mensen - Aleid van Poelgeest - Consulté le 17 janvier 2021